# Mariano Piccoli
Pour les articles homonymes, voir Piccoli.
Mariano Piccoli est un ancien coureur cycliste italien né le 11 septembre 1970 à Trente.

## Biographie
Passé professionnel en août 1992, Mariano Piccoli est connu pour son esprit offensif qui lui permit de s'imposer sur plusieurs étapes des tours d'Espagne et d'Italie. Il s'illustra surtout sur cette dernière épreuve, dont il prit part à douze éditions consécutives. Il n'abandonna qu'une fois, en 2003, souffrant d'un côte fracturée, et y remporta les classements par points (1998) et  de meilleur grimpeur (1995 et 1996). En 1999, il participe et termine les trois grands tours. Seuls 22 coureurs ont réussi cet exploit avant lui.
Après avoir mis fin à sa carrière de coureur en 2005, il est devenu directeur sportif de l'équipe Unidelta Acciaierie Arvedi Bottoli. Il a également été consultant pour la RAI durant le Tour d'Italie 2007.
En juillet 2010, alors qu'il fait partie de l'encadrement de l'équipe de moins de 23 ans Trentino Ballan Legno Casa, une perquisition à son domicile permet de saisir des hormones féminines, des hormones de croissance et de l'actovegin. Son nom est également mentionné dans l'affaire Mantoue et d'autres affaires de dopage.

## Palmarès

### Palmarès amateur
- 1990
  -  Champion d'Italie de course aux points amateurs
- 1991
  - Gran Premio Palio del Recioto
  - 9e et 10eb (contre-la-montre) étapes de la Semaine cycliste bergamasque
  - 2e de la Coppa Regole Spinale e Manez
  - 3e de La Popolarissima
- 1992
  - 11e étape du Baby Giro

### Palmarès professionnel
- 1994
  - 2e du Grad Prix de la ville de Rio Saliceto et Correggio
- 1995
  - Tour d'Italie :
    -  Classement de la montagne
    - 15e étape

  - 7e et 9e étapes du Tour de Pologne
  - 4ea étape de la Bicyclette basque
  - 2e du Grand Prix de l'industrie et du commerce de Prato
- 1996
  -  Classement de la montagne du Tour d'Italie
- 1997
  - Grand Prix de l'industrie et du commerce de Prato
  - 10e étape du Tour d'Espagne
- 1998
  - Tour d'Italie :
    -  Classement par points
    - 1re étape

  - 1re étape du Tour de Rhénanie-Palatinat
  - 2e du Tour de Rhénanie-Palatinat
- 2000
  - 21e étape du Tour d'Italie
  - 13e et 19e étapes du Tour d'Espagne
- 2003
  - 1reb étape de la Semaine internationale Coppi et Bartali (contre-la-montre par équipes)

### Résultats sur les grands tours

#### Tour de France
2 participations
- 1996 : 93e
- 1999 : 50e

#### Tour d'Italie
12 participations
- 1993 : 84e
- 1994 : 89e
- 1995 : 20e, vainqueur du  classement de la montagne et de la 15e étape
- 1996 : 46e, vainqueur du  classement de la montagne
- 1997 : 48e
- 1998 : 35e, vainqueur du  classement par points et de la 1re étape
- 1999 : 38e
- 2000 : 34e, vainqueur de la 21e étape
- 2001 : 87e
- 2002 : 43e
- 2003 : abandon
- 2004 : 59e

#### Tour d'Espagne
8 participations
- 1997 : 48e, vainqueur de la 10e étape
- 1998 : 77e
- 1999 : 58e
- 2000 : 50e, vainqueur des 13e et 19e étapes
- 2001 : 102e
- 2002 : 102e
- 2003 : 99e
- 2004 : 115e